# Mark Sibley
Donald Mark Sibley (Rockford, Illinois, 13 de noviembre de 1950) es un exjugador de baloncesto estadounidense que disputó una temporada en la NBA. Con 1,88 metros de estatura, jugaba en la posición de base.

## Trayectoria deportiva

### Universidad
Jugó tres temporadas con los Wildcats de la Universidad Northwestern, en las que promedió 15,7 puntos, 2,7 asistencias y 5,1 rebotes por partido. En su última temporada fue incluido en el segundo mejor quinteto de la Big Ten Conference.

### Profesional
Fue elegido en la sexagésimo cuarta posición del Draft de la NBA de 1973 por Chicago Bulls, y también por San Antonio Spurs en la novena ronda del draft de la ABA, pero fue despedido por los Bulls, fichando como agente libre por Portland Trail Blazers una vez comenzada la competición. Allí jugó 28 partidos, en los que promedió 1,6 puntos.

## Estadísticas de su carrera en la NBA

### Temporada regular
| Temporada | Edad | Equipo                 | Liga | P  | TIT | MIN | TC  | TCA | %TC  | 3P | 3PA | %3P | TL  | TLA | %TL  | R.OF. | R.DEF. | REB | ASIS | ROB | TAP | PER | FP  | PTS |
| 1973-74   | 23   | Portland Trail Blazers | NBA  | 28 |     | 4.4 | 0.7 | 2.0 | .357 |    |     |     | 0.2 | 0.3 | .857 | 0.3   | 0.6    | 0.9 | 0.5  | 0.1 | 0.0 |     | 0.8 | 1.6 |
| Total     |      |                        | NBA  | 28 |     | 4.4 | 0.7 | 2.0 | .357 |    |     |     | 0.2 | 0.3 | .857 | 0.3   | 0.6    | 0.9 | 0.5  | 0.1 | 0.0 |     | 0.8 | 1.6 |